# Гуревич, Анна Моисеевна
А́нна Моисе́евна Гуре́вич (1906, Санкт-Петербург — 1982) — советский радиохимик, лауреат Ленинской премии (1962).

## Биография
Родилась в Санкт-Петербурге. Окончила ЛГУ (1930).
В 1930—1934 годах — химик-радиолог ЦНИГРИ.
В 1934—1974 годах — в Радиевом институте: аспирант, с 1937 года — старший научный сотрудник.

## Научная деятельность
Область научных интересов — химия пероксидных соединений урана.

### Публикации
- Труды Радиевого института им. В. Г. Хлопина, т. VI. / Авторы: Вдовенко В. М., Горшков Г. В., Гуревич А. М., Меликова О. С., Ратнер А. П., Толмачев Ю. М., Шиманская Н. С. и др.; отв. ред. Старик И. Е. — М.—Л.: Изд. АН СССР, 1957. — 167 с.
- Труды Радиевого института им. В. Г. Хлопина, т. VIII. Химия и геохимия. / Авторы: Вдовенко В. М., Гринберг А. А., Гуревич А. М., Зив Д. М., Ковалева Т. В., Ковальская М. П., Никитин Б. А., Никольский Б. П., Ратнер А. П., Старик И. Е., Шестаков Б. И. и др.; отв. ред. Старик И. Е. — М.—Л.: Изд. АН СССР, 1958. — 276 с.
- Комплексообразование и экстракция актиноидов и лантаноидов. Сб. статей / Авторы: Балуев А. В., Буляница Л. С., Вдовенко В. М., Гуревич А. М., Ковалева Т. В., Макарова Т. П., Никольская Л. Е., Пушленков М. Ф., Синицына Г. С., Шестаков Б. И. и др.; отв.ред. Вдовенко В. М. — Л.: «Наука», 1974. — 161 с.

## Награды и звания
- Доктор химических наук (1964).
- Ленинская премия (1962) — за научные труды в области химических наук.
- Орден Трудового Красного Знамени;
- Орден «Знак Почёта»;
- Медали;
- Именная премия СМ СССР.